# Honoré Langlé

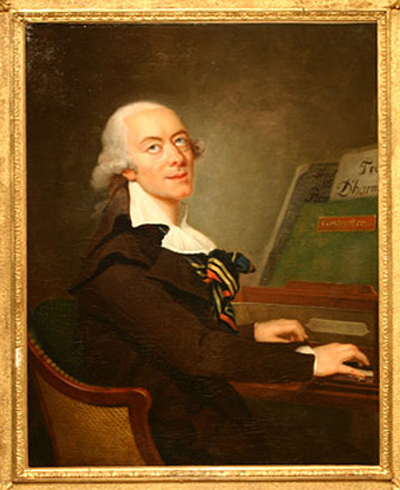
Honoré Langlé door Vigée-Le Brun

Honoré François Marie Langlé (Monaco, 1741 – Villiers-le-Bel Département Val-d'Oise, Frankrijk, 20 september 1807) was een Monegaskisch componist, muziektheoreticus en muziekpedagoog.

## Leven
Langlé studeerde aan het Conservatorio di Santa Maria di Loreto te Napels, Italië, en had met zijn eerste composities in Italië veel succes. In 1768 ging hij naar Parijs, was een van de medeoprichters van het Parijse Conservatoire national supérieur de musique werd daar, vanzelfsprekend, docent voor harmonieleer. Naast zijn successen in Italië maakte hij als componist faam tijdens de Franse Revolutie.

## Composities

### Werken voor harmonieorkest
- 1799-1800 Hymne pour la éternité

### Muziektheater
- 1783 Oreste et Tyndare
- 1786 Stratonice ou Les Sacrifices de l'amour ballet-héroïque, 3 actes
- 1791 Corisandre ou Les Fous par enchantement opéra-ballet, 3 actes - libretto: Auguste-François Lebailly naar Voltaire, La Pucelle
- 1792 Soliman et Fronime ou Mahomet II, 3 actes
- 1793 L'Auberge des volontaires
- 1794 La Mort de Lavoisier hiérodrame voor solisten, koor en orkest - libretto: Charles Desaubray
- 1801 Le Chiox d'Alcide
- Médée
- Tancrède
- Les Vengeances opéra comique 1 Akt

### Pedagogische werken
- 1795 Traité d'harmonie et de modulation
- 1798 Traité de la Basse sous le Chant, précédé de toutes les Regles de la Composition
- 1801 Nouvelle méthode pour chiffrer les accords

- Biblioteca Nacional de España: XX1337423
- Bibliothèque nationale de France: cb14821159p (data)
- Gemeinsame Normdatei: 104176571
- International Standard Name Identifier: 0000 0000 8097 0875
- Library of Congress Control Number: nr96010818
- MusicBrainz: 7f9ebfe0-d1d0-488c-9a09-f136daa03af5
- Istituto Centrale per il Catalogo Unico: NAPV089516
- SNAC: w6t17qcw
- Système universitaire de documentation: 150732872
- Virtual International Authority File: 17490218
- WorldCat: E39PBJfcP6k3hbY8XqBvGrGPwC